# 沈秉乾

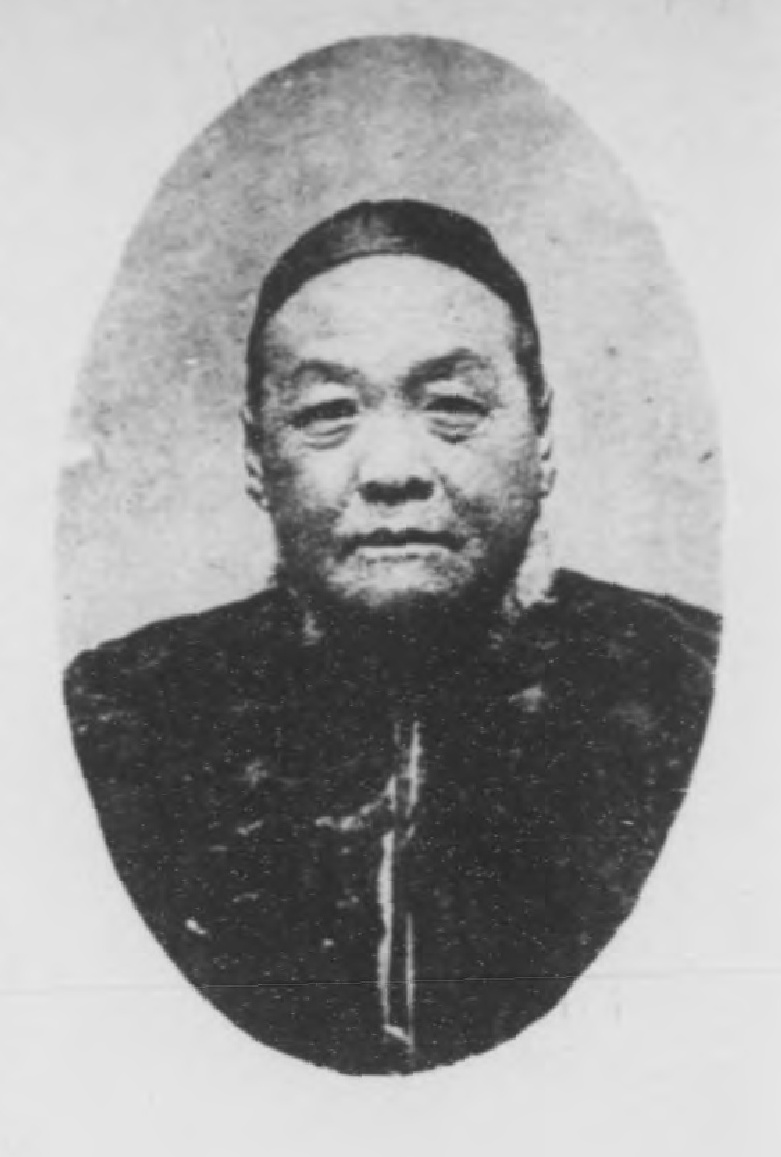

沈秉乾（？—？），江蘇泰州人，清朝政治人物、進士出身。
光緒三十年，會試第79名；殿試登進士二甲88名，后授以主事分部學習。